# Minecraft Legends
Minecraft Legends — компьютерная стратегическая игра, разработанная Mojang Studios и Blackbird Interactive и изданная Xbox Game Studios. Релиз игры состоялся 18 апреля 2023 года для Windows,  PlayStation 4, PlayStation 5, Xbox One, Xbox Series X/S и Nintendo Switch. Это спин-офф Minecraft.

## Игровой процесс
Minecraft Legends — компьютерная игра в жанре экшн-стратегии от третьего лица. Игроку предстоит создавать подразделения, распределять ресурсы, разрабатывать стратегии, а также реализовывать их.

## Разработка и выпуск
Разработка Minecraft Legends началась в 2018 году. Игра была анонсирована на Xbox & Bethesda Games Showcase 12 июня 2022 года. На следующий день на официальном YouTube канале Minecraft появился анонс трейлер игры.
Релиз игры состоялся 18 апреля 2023.
10 января 2024 года было объявлено о прекращении поддержки игры.

## Отзывы критиков
| Сводный рейтинг       | Сводный рейтинг           |
| Агрегатор             | Оценка                    |
| --------------------- | ------------------------- |
| Metacritic            | (PC) 69/100 (XSXS) 74/100 |
| Иноязычные издания    |                           |
| Издание               | Оценка                    |
| Destructoid           | 7/10                      |
| Game Informer         | 7/10                      |
| GamesRadar+           | [ 12 ]                    |
| IGN                   | 7/10                      |
| PCGamesN              | 7/10                      |
| PC Gamer (US)         | 50/100                    |
| Shacknews             | 8/10                      |
| Русскоязычные издания |                           |
| Издание               | Оценка                    |
| StopGame.ru           | «Проходняк»               |

Minecraft Legends получила смешанные отзывы, согласно агрегатору рецензий Metacritic.